# Oaklands
Oaklands es una localidad situada en el condado de Hertfordshire, en Inglaterra (Reino Unido). Tiene una población estimada, a mediados de 2019, de 8169 habitantes.
Está ubicada al suroeste de la región Este de Inglaterra, al norte de Londres y a poca distancia de la ciudad de Hertford —la capital del condado—.